# Леонідас Кавакос
Леонідас Кавакос (грец. Λεωνίδας Καβάκος, 30 жовтня 1967, Афіни) — грецький скрипаль-віртуоз.

## Біографія
Леонідас Кавакос народився в родині музикантів. Перші уроки гри на скрипці отримав від батька, потім його навчав Стеліос Кафантаріс. Закінчив Національну консерваторію Греції, отримав першу премію і золоту медаль, що була присуджена вперше в історії консерваторії. За підтримки фонду Онассіса брав уроки Джозефа Гінгольда в Індіанському університеті.
Свій сценічний дебют він здійснив на фестивалі в Афінах 1984 року. У 1985 році у віці 18 років (наймолодший учасник), він виграв міжнародний конкурс Сібеліуса у Гельсінкі і в 1986 році виборов срібну медаль на Міжнародному конкурсі скрипалів в Індіанаполісі. Він також здобув першу премію на конкурсі Наумбурга в Нью-Йорку (1988) та конкурсі скрипалів імені Паганіні (1988) у віці 21 року.
У репертуарі Кавакоса важливе місце займає скрипковий концерт Сібеліуса, з яким він не розлучається після однойменного конкурсу, а також твори Шуберта, Паганіні, Чайковського, Венявського, Дебюссі. Виступав в дуеті з Генріхом Шиффом, Наталією Гутман, Емануелем Аксом; у супроводі Афінського державного оркестра.